# 이누가미 키라
이누가미 키라(일본어: 狗神 煌 이누가미 기라[*], 5월 14일 ~ )는 일본의 만화가, 삽화가, 게임 크리에이터 (원화가)이자 유명 코스프레 인 것으로도 잘 알려져 있다. 마쿠라 소프트에서 본격 활동하기 시작했으며, 게임은 슈프림 캔디를 시작으로 활동하였다. 또한, 후지미 문고의 학생회의 일존 삽화를 맡았었고, 코믹 트레져, COMIC1, 코믹마켓에서도 활동하고 있다. 거의 매달 전격 모에왕에서 일러스트를 내고 있다.

## 작품 목록

### 만화 (코믹스)
- H2O -FOOTPRINTS IN THE SAND- (전 2권, 원작 : 마쿠라・각본 : 스카지, 월간 콤프 에이스 연재, 카도카와 쇼텐)
- 에비텐 - 공립 에비스가와 고교 천민부 (노컬러 1~3권, 풀컬러 1~3권, 4권 발행, 각본 : 스카지, 월간 콤프 에이스 연재, 카도카와 쇼텐）

### 라이트 노벨 삽화
- 학생회의 일존 (본 10권, 외 8권, 도감 1권, 원화집 1권 원작 : 아오이 세키나, 후지미 환타지아 문고)
- 신 학생회의 일존 (본 상, 하권 원작 : 아오이 세키나, 후지미 판타지아 문고)
- 하야테처럼!3 노려라 정열 크리에이터! 산젠인 나기의 유파 (저 : 쓰키지 도시히코・원작 : 하타 겐지로, 소학관)
- 아가씨 자매의 명령이닷!（원작 : 시츠미 유리, 미소녀 문고）

### PC 게임
- 2008년
  - 슈프림 캔디 ~왕도에는 왕도만의 이유가 있습니다~
- 2013년
  - 해바라기 교회와 긴 여름방학 (이하. 히마나츠) 보관됨 2012-11-03 - 웨이백 머신
- 2014년
  - 마녀 사랑 일기
  - 벚꽃의 시 (2015.07.24 발매 예정)

### 오리지널 카드 게임
- 2012년
  - 아쿠리안 에이지 - 명락의 문 카드 삽화
- 2013년
  - 안쥬 비엘쥬 카드 삽화